# Euryplocia striatipennis
Euryplocia striatipennis är en skalbaggsart som beskrevs av Stefan von Breuning 1939. Euryplocia striatipennis ingår i släktet Euryplocia och familjen långhorningar.
Artens utbredningsområde är Vanuatu. Inga underarter finns listade i Catalogue of Life.